# William Hilton (peintre)
William Hilton (3 juin 1786 - 30 décembre 1839) est un peintre portraitiste anglais et auteur de peinture historique.

## Biographie
William Hilton est né à Lincoln, Angleterre. Son père est aussi un portraitiste, en conséquence le fils est connu sous le nom de William Hilton Le jeune. De nos jours, il est connu pour ses portraits des poètes John Keats et John Clare, pourtant, de son vivant il est connu pour ses grandes peintures d'histoire dans le style grande maniera. Ces dernières n'ont pas bénéficié du regain d'intérêt pour l'Art académique du 19e siècle et ne sont plus exposés par les musées qui les détiennent.
En 1800, il devient l'apprenti du peintre et graveur John Raphael Smith, tandis qu'il est également admis comme élève à l'école de la Royal Academy. Hilton y expose pour la première fois en 1803, le tableau Group of Banditti et établit vite une réputation pour son choix du sujet, la qualité de composition et des couleurs supérieures à la plupart de ses contemporains. Il fait un séjour en Italie avec Thomas Phillips, un autre portraitiste.
En 1806, il reçoit à Lincoln, le peintre paysagiste Peter De Wint qui épousera la sœur de Hilton, Harriet en 1810. De Wint et Hilton vivent ensemble dans Broad Street, Golden Square où vit aussi John Varley.
En 1813, en exposant Miranda and Ferdinand with the Logs of Wood, il est admis associé à la Royal Academy, puis en 1820 en tant qu'académicien à part entière. En 1823, il peint Christ crowned with Thorns, une grande et importante œuvre considérée comme son chef-d'œuvre, dont le premier acheteur est le sculpteur Francis Leggatt Chantrey en 1878. En 1827 il succède à Henry Thomson (en) au poste de Keeper de la Royal Academy. Deux de ses peintures sont acquises par la British Institution pour des églises pour 525 £ et 1 050 £, mais l'échec commerciale de Edith finding the Body of Harold en 1834 pour seulement 200 £ marque la fin de l'intérêt pour ses tableaux. Hilton est souvent comparé à Benjamin Haydon, bien qu'il soit moins renommé. Il meurt à Londres le 30 décembre 1839.
Parmi ses tableaux notables figurent Angel releasing Peter from Prison en grandeur nature de 1831, Una with the Lion entering Corceca's Cave (1832), le Murder of the Innocents (1838), Comus (divinité) et Amphitrite. Le musée Tate possède maintenant Edith finding the Body of Harold (1834), Cupid Disarmed, Rebecca and Abraham's Servant (1829), Nature blowing Bubbles for her Children (1821) et Sir Calepine rescuing Serena. À la National Portrait Gallery se trouve le portrait de John Keats qu'il a connu.

Portraits de poètes célèbres
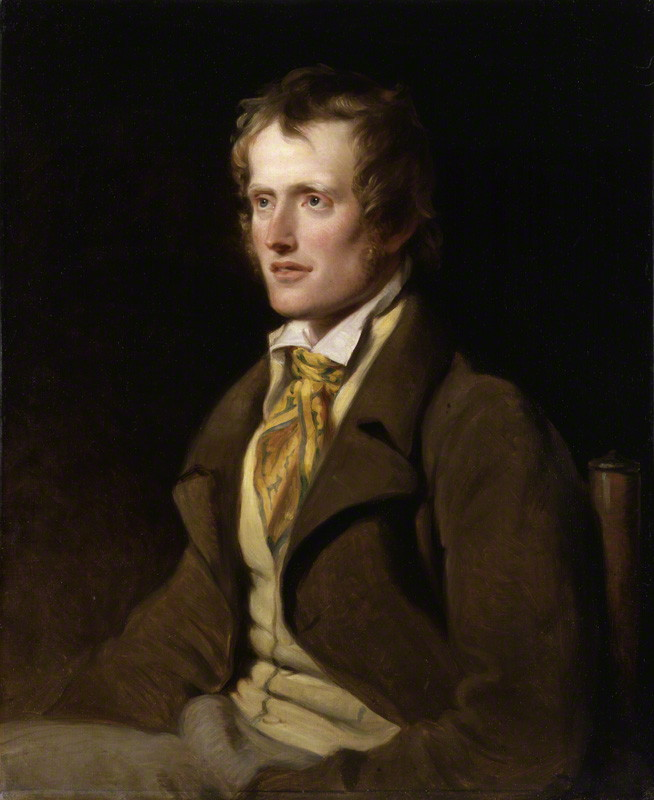
John Clare, 1820.
John Keats, c. 1822

## Tableaux notables
- Murder of the Innocents, 1838.
- Edith finding the Body of Harold, 1834.
- Venus in Search of Cupid Surprises Diana (Avant 1820), Wallace Collection, Londres.
- Hebe
- Rape of Ganumede, 1806, Royal Academy of Art Collection, Londres
- Cupid and the Nymphs, 1830, Royal Academy of Art Collection, Londres
- Rape of Proserpine
- Una and Satyrs, Lincolnshire County Council art collection.
- Phaeton, c. 1820, Manchester Art Gallery.
- John Clare, portrait, 1820,  National Portrait Gallery, Londres
- John Keats, portrait, c. 1822,  National Portrait Gallery, Londres
- Diana at the Bath c. 1820, Tate Gallery, Londres
- Nature Blowing Bubbles for her Children, 1821, Tate Gallery, Londres
- Cupid and Nymph, 1828, Tate Gallery, Londres
- Sir Calepine Rescuing Serena, 1831, Tate Gallery, Londres
- Rebecca and Abraham's Servant, 1833, Tate Gallery, Londres
- Editha and the Monks Searching for the Body of Harold 1834, Tate Gallery, Londres
- The Raising of Lazarus, Église St Mary Magdalene (Newark-on-Trent) (en)